# Erica watsonii
Erica watsonii är en ljungväxtart som beskrevs av George Bentham. Erica watsonii ingår i släktet klockljungssläktet, och familjen ljungväxter. Inga underarter finns listade i Catalogue of Life.